# Авдулов, Николай Павлович
Николай Павлович Авдулов (10 (22) июля 1899 — 22 мая 1938, Саратов) — русский биолог, цитолог, морфолог, систематик растений, ученик крупнейшего отечественного цитолога Г. А. Левитского.

## Биография
По национальности русский. Отец инженер путей сообщения Павел Владимирович Авдулов, из обедневшего старинного дворянского рода. Мать — Анна Львовна (урождённая Малишевская), обучала Николая языкам и музыке. С детства замечательно играл на рояле, сочинял музыку, рисовал. В ранней юности у него из обоих глаз были удалены хрусталики, и он мог видеть только в специальных очках, без которых был почти слепым.
В 1909 году поступил реальное училище в Астрахани, в связи с переездами отца, затем учился в Одессе, и закончил реальное училище в Петрограде в 1917 году. Тогда же поступил на сельскохозяйственный факультет Политехнического института в Киеве. Уже в 1918—1919 годах начал заниматься исследовательской работой под руководством Г. А. Левитского, который читал лекции морфологии и систематики растений. Выполнил исследование «Гетеростилия у куколя». Будучи студентом, подрабатывал чернорабочим на лесопильном заводе. После окончания второго курса оставил институт и уехал в Гудауты в Абхазии, в бывшее имение семьи, куда переехали его родители. Был рабочим в Первой гудаутской трудовой сельскохозяйственной артели, после этого служил заведующим библиотекой ревкома, был делопроизводителем уголовного розыска и тому подобное. В 1923 г. по направлению Наркомзема поступил на лесохозяйственный факультет Московского лесотехнического института. Там под руководством Н. Ф. Слудского столь увлекся исследованиями лишайников, что, как он позже сам писал в автобиографии, «мало уделял внимания учёбе и через год был исключен за неуспеваемость». В это время серьёзно заболел отец, и в 1923—1925 годах Николай поступил на службу статистиком в Центральном статистическом управлении, а затем счетоводом в производственном бюро Института народного хозяйства.
В ноябре 1925 г. Левитский пригласил Авдулова на работу в Отделе прикладной ботаники Государственного института опытной агрономии (позднее Всесоюзный институт прикладной ботаники и новых культур).
- В 1925—1927 гг. — лаборант.
- С 1927 г. — ассистент
- В 1928 г. — старший ассистент.
- В 1929 г. перешел на должность старшего ассистента во Всесоюзный институт прикладной ботаники и новых культур, где цитологической работой руководил Г. А. Левитский.

В 1926—1931 годах по предложению Г. А. Левитского Авдулов выполнил исследование кариосистематики семейства злаков, ставшее позднее классическим. За эту монографию Авдулов получил первую премию на конкурсе Главнауки, позднее она была переведена на испанский (1945) и английский (1975) языки. Другие научные работы посвящены цитологии кукурузы, африканского проса, пырейных и ржано-пшеничных гибридов. С 1931 г. совмещал работы в ВИРе с чтением курса морфологии и систематики растений в Ленинградском сельскохозяйственном институте.
В марте 1932 года арестован в г. Москве, три года работал на строительстве Беломорканала, освобождён по зачётам в мае 1935 г. Далее работал на Саратовской селекционной станции в должности ученого специалиста и с сентября 1935 преподавал в Саратовском государственном университете на биологическом факультете. Кандидат биологических и сельскохозяйственных наук (без защиты диссертации, 1936), доктор биологических наук (1936) — диссертация защищена в Ботаническом институте АН СССР при оппонентах Г. А. Левитском и Р. Ю. Рожевице. В апреле 1937 г. Авдулов перешёл с Саратовской селекционной опытной станции на постоянную работу Саратовский университет, где стал заведующим организованной специально для него кафедры морфологии и систематики растений. Продолжал работы по цитологии кукурузы, африканского проса, нута, начал изучение гибридов при близких и отдаленных скрещиваниях.
28 декабря 1937 года арестован, 20 мая 1938 г. по обвинению во вредительстве, участии в контр-революционной организации и подготовке террористических актов приговорён к расстрелу (1938). Расстрелян 22 мая 1938 г. [(Арх. уголовное дело № ОФ-12592)].
Реабилитирован 14 ноября 1957 г.

## Семья
Жена — Екатерина Мечиславовна (урожденная Ярнинская) (1897—1975) арестована в 1932, срок отбывала в Новосибирской области, снова 23.06.1938, осуждена как ЧСИР на 5 лет лагерей, реабилитирована 27 августа 1957
Сын — Андрей (1930—2008), после ареста родителей воспитывался бабушкой А. Л. Авдуловой, кандидат технических наук, начальник главка Министерства станкостроительной и инструментальной промышленности СССР, лауреат гос. премии (1975), позднее главный научный сотрудник отдела науковедения ИНИОН РАН, доктор философских наук (1994).
Внук — Николай, фармаколог, доктор биологических наук, живёт в США.
Внук — Александр, японист, специалист по чайной церемонии, живёт в Канаде.

## Адреса
- 1937 — Саратов, ул. 3-я Садовая, д. 9, кв. 1.

## Научные труды

### Книга и её переводы
- Авдулов Н. П. Кариосистематическое исследование семейства злаков // Труды по прикл. бот., ген. и сел. 1931. Прилож. 44. 428 с.
- Avdulov N. P. Estudio cario-sistemático de la familia de la Gramíneas ; S Grigórʹiev; Universidad Nacional de La Plata. Biblioteca de la Facultad de Agronomia. La Plata : Biblioteca de la Facultad de Agronomia, [1945?]
- Avdulov N. P. Kario-systematic studies in the family Gramineae. Indian National Scientific Documentation Centre.; Smithsonian Institution.; National Science Foundation (U.S.) New Delhi : Published for the Smithsonian Institution and the National Science Foundation by the Indian National Scientific Documentation Centrer, 1975.

### Избранные статьи
- Авдулов Н. П. Систематическая кариология семейства Gramineae // Дневник Всесоюз. съезда ботаников. Л., 1928. Вып. 1. С. 65-67.
- Авдулов Н. П., Титова Н. Н. Сверхкомплектные хромозомы у Pospalum stoloniferum Bosco, Труды по прикладной ботанике, генетике и селекции, сер. 2, Л., 1933, № 2.
- Авдулов Н. П. Дополнительные кариологические данные к систематике злаков,Труды по прикладной ботанике, генетике и селекции, сер. 2, Л., 1933, № 2.
- Авдулов Н. П. Неправильность митоза у пырейных гибридов. // Работы по цитологии культурных растений: Труды Саратовской селекционной опытной станции. М. —Л., 1937. — С. 99-109.
- Авдулов Н. П. Поведение ржано-пшеничных амфидиплоидов в скрещивании. Работы по цитологии культурных растений. — Труды Саратовской селекционной станции.- М.; Л.: ВАСХНШ1, 1937, с. 22-27.
- Avdulov N. P. Chromosome Morphology and their Variability in Zea mays: the Karyotype of Cicer arietinum L. // Abhandlungen der Tschernyschewsky Staatsuniversität, Saratow, Bd. 1, (XIV), Nr. 1. S. l., 1937.